# Fulvestrant
Le fulvestrant, est un médicament de type anti-œstrogène, utilisé dans le traitement du cancer du sein.

## Usage médical
C'est un médicament utilisé pour traiter le cancer du sein. Plus précisément, il est utilisé pour les cas positifs aux récepteurs hormonaux (HR),. Il est administré par Injection intramusculaire.

## Effets secondaires
Les effets secondaires courants comprennent les nausées, la diarrhée, les maux de tête, la douleur, les bouffées de chaleur, la toux, l'enflure, les éruptions cutanées et les troubles du sommeil;  d'autres effets secondaires peuvent inclure un faible nombre de globules blancs, un faible nombre de globules rouges, un faible nombre de plaquettes, une infection et des problèmes hépatiques. Il ne doit pas être utilisé pendant la grossesse ou l’allaitement. Il s'agit d'un dégradateur sélectif des récepteurs d'œstrogènes qui se lie aux récepteurs d'œstrogènes, entraînant leur destruction,,.

## Histoire
Le fulvestrant a été approuvé pour un usage médical aux États-Unis en 2002 et en Europe en 2004,. Il est disponible sous forme de médicament générique. Au Royaume-Uni, cela coûte au NHS environ 520 livre sterling par dose de 2021. Aux États-Unis, ce montant coûte environ 100 dollars américain.